# Baltexpo

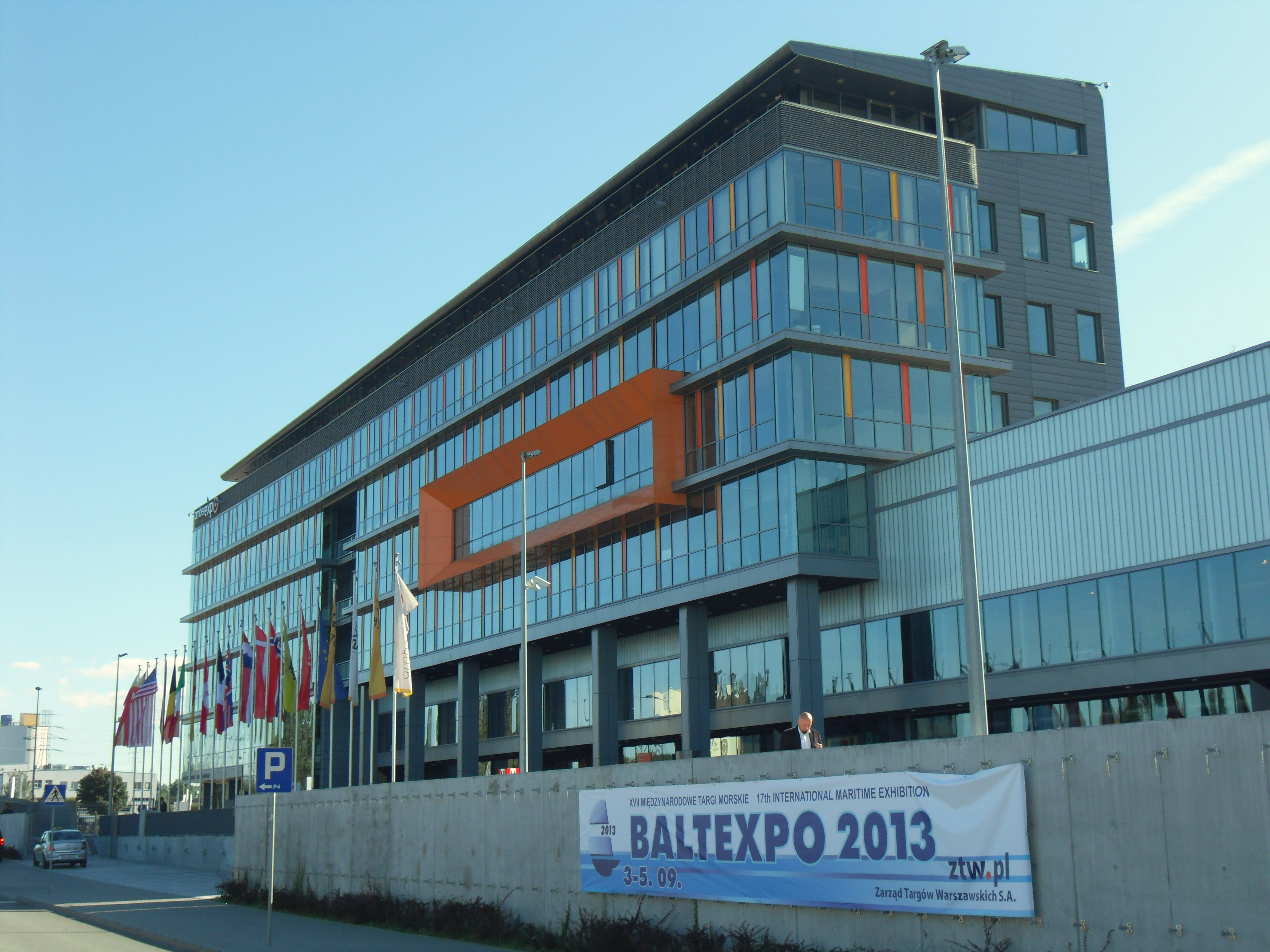
Baltexpo 2013 w AmberExpo

Baltexpo (pełna nazwa Międzynarodowe Targi Morskie Baltexpo) – największe w Polsce targi dotyczące branży morskiej.
Targi Baltexpo odbywają się według nowego harmonogramu w cyklu dwuletnim, w lata nieparzyste (w celu uniknięcia niepotrzebnej konkurencji z odbywającymi się w Hamburgu w lata parzyste targami o podobnym profilu – "Shipbuilding Machinery & Marine Technology – International Trade Fair"). Ekspozycje wystawowe firm reprezentowanych na targach znajdowały się w hali Olivia w Gdańsku Oliwie, w 2013 w Centrum Wystawienniczo-Kongresowym AmberExpo w Gdańsku Letnicy.
Zakres wystawowy targów gdańskich obejmuje m.in. wyposażenie terminali przeładunkowych, budownictwo okrętowe, urządzenia napędowe, wyposażenie pokładowe i elektroniczne jednostek pływających, remonty i przebudowy statków jak i wszelkiego rodzaju usługi morskie (holownicze, armatorskie i w zakresie infrastruktury).
Targi Baltexpo mają znaczący wpływ na nowo uzyskane zamówienia zakładów z polskiego sektora stoczniowego.